# دونالد پ بلیساریو
دونالد پ بلیساریو (انگلیسی: Donald P. Bellisario؛ زادهٔ ۸ اوت ۱۹۳۵) یک فیلم‌نامه‌نویس، تهیه‌کننده تلویزیونی، کارگردان، و تهیه‌کننده اهل ایالات متحده آمریکا است.